# Karl Friedrich Gollmick
Friedrich Karl Gollmick (Berlín, 27 de setembre de 1774 - Frankfurt del Maine, 2 de juliol de 1852) fou un cantant d'òpera (tenor) alemany, creador d'una família de músics doncs Carl (1796-1866) i Adolf (1825-1883), fill i net respectivament, també foren músics importants.
Estava casat amb Henriette Thekla von Holbach i treballà com a secretari del despatx del general Graf von Schwerin. Entre 1792 i 1822 aparegué com a tenor en molts escenaris d'òpera alemanys, després es convertí en director de teatre. El 1852, Gollmick morí a Frankfurt com a professor de música i cant.